# Lephalale
Lephalale (en sotho du nord) ou Ellisras est une ville minière d'Afrique du Sud située dans la province du Limpopo (ancienne région du nord du Transvaal). Elle est le siège de la municipalité homonyme.

## Historique
En 1960, Ellisras fut fondée et baptisée en l'honneur des fermiers Patrick Ellis et Piet Erasmus. 
En 2002, le gouvernement provincial du Limpopo accorda à Ellisras un nom officiel en sotho du nord (pedi), Lephalale, du nom de la rivière traversant son territoire. Depuis 2000, la municipalité de Lephalale amalgame les anciennes municipalités d'Ellisras/Marapong et d'Ellisras/Tswelopele.

## Démographie
Selon le recensement de 2011, la commune d'Ellisras compte 17 639 habitants, principalement issu de la communauté noire (58,04 %). 
Les Blancs représentent 37,16 % des habitants. Ces résidents sont à 39,04 % de langue maternelle afrikaans, à 22,10 % de langue maternelle sepedi et à 12,01 % de langue maternelle anglaise.
La municipalité locale de Lephalale, divisée en plusieurs sous-structures urbaines et rurales, compte 115 767 habitants (selon le recensement de 2011) dont 90,67 % de Noirs et 7,88 % de Blancs.

## Liste des maires
- Rosina Mogotlane (2006-2011)
- Johanna Mojela (2011-2012)
- Jack Moloko Maeko, maire de 2012 à 2021
- Alpheus Thulare (ANC), maire de novembre 2021 à octobre 2022
- Nico Pienaar (Alliance démocratique), maire d'octobre 2022 à mars 2023
- Luisa Shongwe (ANC) maire de mars à mai 2023
- Aaron Mokgehle (ANC), maire depuis mai 2023